# Back to the Cat
Back to the Cat — восьмой студийный альбом британского музыканта Барри Адамсона, вышедший 31 марта 2008 года на лейбле Central Control International.

## Об альбоме
Back to the Cat получил положительные отзывы критиков, особо отметивших удачное смешение музыкальных жанров. «Back To The Cat» стал первым альбомом, выпущенным на собственном лейбле музыканта. Сразу после выпуска пластинка была официально доступна для бесплатного прослушивания на сайте last.fm.

## Список композиций
1. "The Beaten Side Of Town" – 4:49
2. "Straight 'Til Sunrise" – 4:59
3. "Spend A Little Time" – 4:29
4. "Shadow Of Death Hotel" – 4:21
5. "I Could Love You" – 3:33
6. "Walk On Fire" – 4:32
7. "Flight" – 4:54
8. "Civilization" – 4:18
9. "People" – 3:23
10. "Psycho_Sexual" – 5:53

## Участники записи
- Барри Адамсон — композитор, продюсер, вокалист
- Айн Росс — бас
- Джони Мэчин — барабаны
- Тобис Мадлоу — гитара
- Пит Уаймэн — саксофон
- Росс Мэйсон — саксофон
- Мэрлин Шеферд — саксофон
- Бен Эдвардс — труба
- Ник Плитас — пианино
- Стив Фолуан — мастеринг
- Роб Кирван — сведение